# Tihany
Tihany /ˈtihɒɲ/ es una localidad situada en la orilla norte del Lago Balatón, en la Península homónima de Tihany, en el condado de Veszprém, en Hungría. Tiene algunas de las mejores vistas sobre el Lago Balatón. Tihany se encuentra también en las inmediaciones del Belső-tó o pequeño lago situado en el interior de la península y a una altitud algo mayor que la del Balatón.

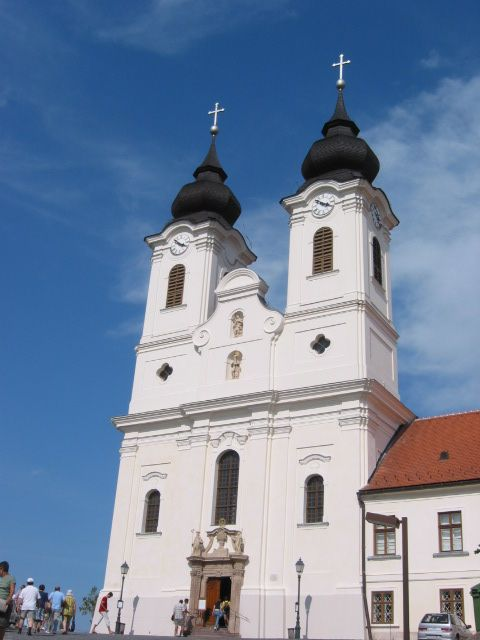
La Abadía de Tihany

En el centro de la localidad se encuentra la abadía benedictina fundada en el 1055 por el rey Andrés I de Hungría, que está enterrado en su cripta. De hecho, el acta de fundación de la abadía (actualmente conservada en la Abadía de Pannonhalma) contienen las primeras palabras conservadas en idioma húngaro. La abadía fue reconstruida en estilo barroco en 1754, y hoy en día es uno de los atractivos turísticos de la zona debido a su importancia histórica y artística.
La abadía también tiene importancia en la historia de la dinastía Habsburgo, ya que el último Emperador de Austria de esta dinastía, Carlos I de Austria, fue retenido brevemente en esta abadía tras ser apresado durante su segundo intento de acceder al trono de Hungría. La abadía también es famosa por varios fenómenos de eco registrados en ella desde el siglo XVIII. 
Los habitantes de Tihany tienen la renta per cápita más alta y los precios de vivienda más altos de Hungría.